# نقرس
النِّقْرس (ويُعرف أيضاً بـ نِقْرس إبهام القدم عندما يصيب الأصبع الكبير للقدم) هو حالة مرضية تتصف عادةً بتكرار حدوث الإصابة بالتهاب المفاصل الحاد (مفصل متورم يتصف بالإحمرار والمضض وارتفاع الحرارة). يُعد المفصل المشطي السلامي في قاعدة الإصبع الكبير للقدم أكثر الأماكن إصابة (نحو 50% من الحالات). ومع ذلك يمكن أن تكون الأعراض على هيئة توف (العقد) أو حصوات الكلى أو اعتلال الكلية اليوراتي. يرجع سبب الإصابة إلى ارتفاع مستوى حمض البول في الدم. يتبلور حمض البول ويترسب البلورات في المفاصل والأوتار والأنسجة المحيطة.
يتم تأكيد التشخيص السريري من خلال رؤية تلك بلورات اليورات في السائل المفصلي. العلاج بمضادات الالتهاب غير الستيرويدية (NSAIDs) أو الستيرويدات أو الكولشيسين يمكنه تحسين الأعراض. تنخفض مستويات حمض البول بعد زوال النوبة الحادة عن طريق تغيير نمط الحياة، أما مع الحالات التي تصاب بنوبات متكررة فتوفر ألوبيورينول أو بروبينسيد وقاية طويلة الأجل.
زادت معدلات الإصابة بالنِقْرس خلال العقود الأخيرة، حيث أُصيب ما يتراوح بين 1-2% من سكان الغرب في أحد مراحلهم العمرية. ويُعتقد أن هذه الزيادة ترجع إلى ارتفاع عوامل الخطورة بين السكان، مثل المتلازمة الأيضية وزيادة المتوسط المتوقع للأعمار وتغيير النظام الغذائي (الحمية). عُرف مرض النِقْرس تاريخياً بـ «داء الملوك» أو «مرض الأغنياء».

## العلامات والأعراض

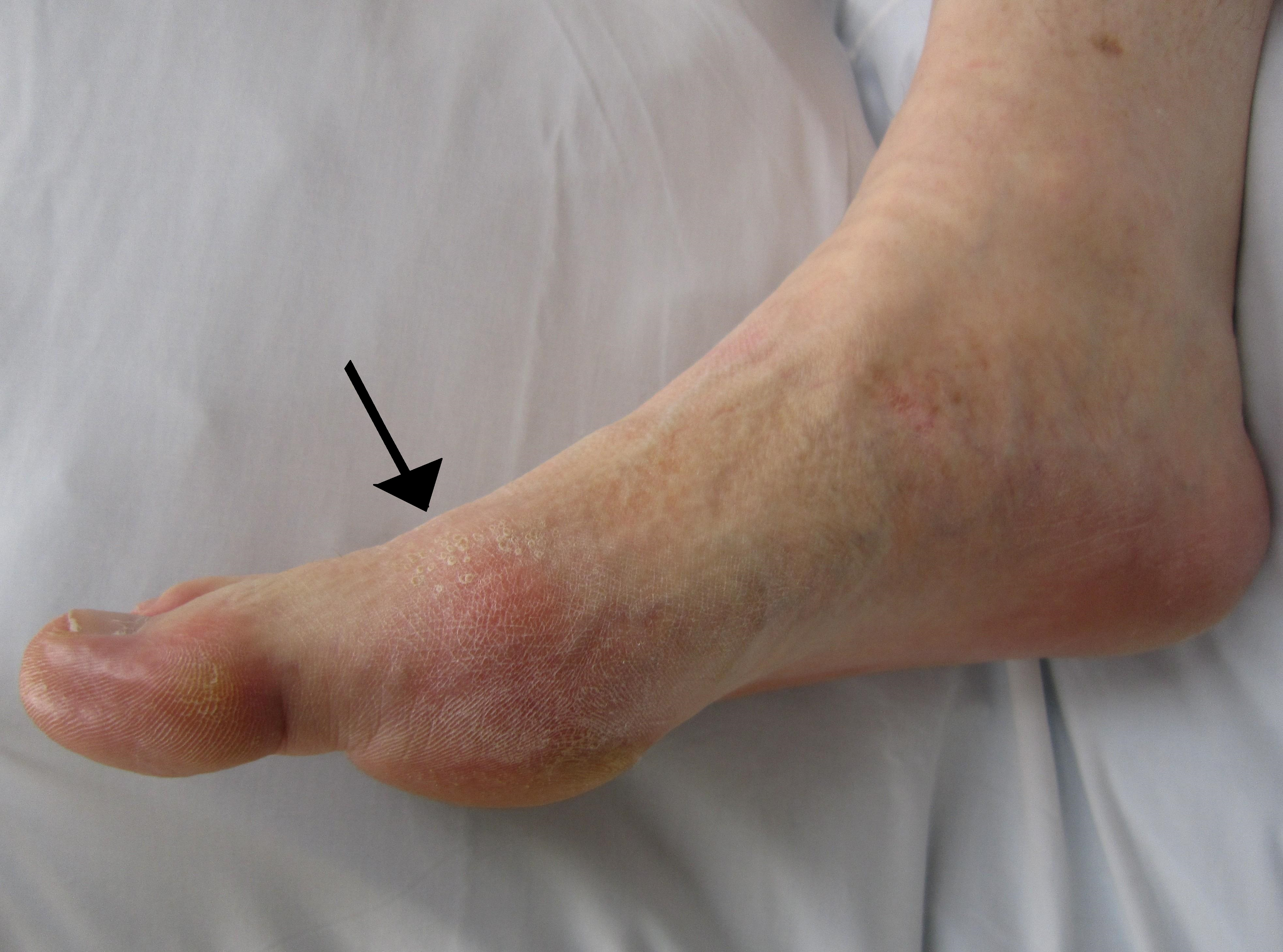
انتفاخ في المفصل المشطي السلامي واحمرار يدل على الإصابة بنِقْرس إبهام القدم

تظهر الإصابة بالنِقْرس في عدة أشكال، وإن كان أكثرها شيوعاً هو تكرار الإصابة بـ التهاب المفاصل (مفصل يتصف بالإحمرار والمضض وارتفاع الحرارة والتورم). والمفصل المشطي السلامي، عند قاعدة الإصبع الكبير للقدم هو الأكثر عُرضة للإصابة، وذلك في نصف الحالات. ويمكن أيضاً أن تصاب بعض المفاصل الأخرى، مثل مفاصل الكعب والركبة والمعصم والأصابع. عادةً ما يستمر ألم المفاصل لمدة 2-4 ساعات وأثناء فترات الليل. ويرجع سبب بدء الشعور بالألم أثناء الليل، إلى انخفاض درجة حرارة الجسم في ذلك الوقت. ونادراً ما تظهر أعراض أخرى مصاحبة للشعور بالألم، منها التعب والحمى الشديدة.
يمكن أن يؤدي استمرار الارتفاع في مستويات حمض البول (فرط حمض البول في الدم) لمدة طويلة، إلى ظهور أعراض أخرى، منها ترسبات صلبة غير مؤلمة من بلورات حمض البول، تُعرف بـ التوف. يمكن أن يؤدي انتشار التُوَف إلى الإصابة بـ التهاب المفاصل نتيجةً لتآكل العظام. كما يمكن أن تتسبب المستويات المرتفعة من حمض البول إلى ترسب البلورات بالكلى مما يؤدي إلى تكوين حصوات وما يترتب عليها من الاعتلال الكلوي اليوراتي.

## عوامل الخطورة
هناك أشخاص معرضون أكثر من غيرهم لارتفاع مستوى حمض اليوريك في الدم، وبالتالي للإصابة بالنقرس. وهناك أمراض وراثية تزيد من سوية حمض اليوريك في الدم، إذ أن 6-18% من مرضى النقرس لديهم أشخاص آخرون في العائلة مصابون بالنقرس.
إن تناول الكثير من الأطعمة الغنية بالبروتين يمكن أن يؤدي إلى إنتاج الجسم للمزيد من حمض اليوريك. ومن الأطعمة الغنية بالبروتين: المحار وللحوم الحمراء والأعضاء الداخلية للحيوانات مثل الكبد والكليتين والدماغ. كما أن الفول والحمص اليابس وسمك الأنشوفة أو البَلَم أطعمة غنية بالبورين.
إن تناول الكحول يقلل من قدرة الجسم على التخلص من حمض اليوريك الفائض ويؤدي إلى ارتفاع حمض اليوريك في الدم.
إن التعرض إلى مستويات عالية من الرصاص يزيد من مستوى حمض اليوريك في الدم. كما أن زيادة الوزن تزيد من خطر الإصابة بالنقرس.
يزيد تناول بعض الأدوية من خطر فرط حمض اليوريك في الدم.
إن الأدوية المدرة للبول تؤثر على قدرة الكليتين على طرح حمض اليوريك من الدم. وهذا يؤدي إلى زيادة مستوياته في الدم. تُعطى هذه الأدوية المدرة للبول للمرضى المصابين بارتفاع ضغط الدم وبالمشاكل القلبية.
وهناك أدوية أخرى يمكن أن تزيد من مستويات حمض اليوريك في الدم مثل دواء ليفودوبا الذي يعطى لمرضى داء باركنسون، وكذلك الساليسيلات مثل الأسبرين.
إن المرضى الذين يعالجون بالسيكلوسبورين معرضون كثيراً لخطر الإصابة بالنقرس. السيكلوسبورين دواء يعطى عادة لمرضى زرع الأعضاء وذلك لحمايتهم من رفض أجسامهم للأعضاء المزروعة.

## الأسباب
يُعد فرط حمض البول في الدم هو السبب الأساسي للإصابة بالنِقْرس. وهو ما يمكن أن يحدث نتيجةً لعدة أسباب، تتضمن النظام الغذائي أو الاستعداد الوراثي أو نقص إفراغ اليوُرات، وهي أملاح حمض البول. يُعد نقص الإفراغ الكلوي لحمض البول السبب الرئيسي للإصابة بفرط حمض البول في الدم، وذلك في ما يقرب من 90% من الحالات، في حين يعتبر فرط إنتاجه هو السبب في أقل من 10% من الحالات. يتعرض 10% من الأشخاص المصابين بفرط حمض البول في الدم للإصابة بالنِقْرس في مرحلة ما من حياتهم. ومع ذلك تتفاوت احتمالات الإصابة وفقاً لمستوى فرط حمض البول في الدم. فعندما تتراوح تلك المستويات بين 415 و530 ميكرومول/ لتر (7 و8.9 ملجم/ ديسيلتر)، يبلغ احتمال الإصابة 0.5% سنوياً، أما لدى المصابين الذين يرتفع لديهم مستواه عن 535 ميكرومول/ لتر (9 ملجم/ ديسيلتر)، فيبلغ احتمال الإصابة 4.5% سنوياً.

### نمط الحياة
تُعد الأسباب المتعلقة بالنظام الغذائي مسؤولة عن 12% من حالات الإصابة بالنِقْرس وترتبط الإصابة بعلاقة وطيدة مع تناول الكحوليات والمشروبات المحلاة بالفركتوز واللحوم والأطعمة البحرية. وتتضمن الأسباب المحفزة الأخرى الرضوض الجسدية والخضوع للعمليات الجراحية. كشفت الدراسات الحديثة أن العوامل الغذائية التي كان يعتقد أنها مشاركة في إحداث الإصابة هي في حقيقة الأمر غير مسؤولة عنها، وهذا يشمل تناول الخضروات الغنية بالبورين (مثل الفاصوليا والبازلاء والعدس والسبانخ) أو الغنية بالبروتين الخالص. ويبدو أن تناول القهوة وفيتامين سي ومنتجات الألبان، بالإضافة إلى اللياقة البدنية، تعمل على خفض مخاطر التعرض للإصابة. وهو ما يُعتقد بسبب تسببها الجزئي على خفض مقاومة الإنسولين.

### علم الوراثة
تُعزى الإصابة بالنِقْرس جزئياً إلى العوامل الوراثية التي تساهم في 60% من التنوع في مستوى حمض البول. وجد أن هناك ثلاثة جينات يطلق عليها SLC2A9 وSLC22A12 وABCG2 ترتبط عادةً بالإصابة بالنِقْرس، ويمكن لهذه التنوعات الجينية أن تضاعف من إمكانية الإصابة. فقدان الطفرات الوظيفية في جين SLC2A9 وجين SLC22A12 يؤدي إلى الفرط الوراثي في حمض البول في الدم، وذلك بإنقاص امتصاص اليورات وعدم منع إنتاجها.
هناك عدة أمراض وراثية نادرة يرتبط وجودها بمرض النِقْرس، ومنها الاعتلال اليفعي العائلي للكلية بفرط حمض البول في الدم (بروتين تام-هورسفال) وداء الكلية اللبي الكيسي وفرط نشاط مخلقة فسفوريبوزيل البيروفسفات ونقص ناقلة فسفوريبوزيل هيبوزانتين-غوانين كما نرى في متلازمة لش-نيهان.

### الحالات الصحية
غالباً ما تحدث الإصابة بالنِقْرس بالاشتراك مع مجموعة من المشاكل الصحية. ونجد أن 75% من حالات الإصابة بالنِقْرس تصاحبها المتلازمة الأيضية والسمنة في منطقة البطن وارتفاع ضغط الدم ومقاومة الإنسولين ومستويات غير طبيعية من الدهون.
ومن الحالات الصحية الأخرى التي تتفاقم مع الإصابة بالنِقْرس: كثرة كريات الدم الحمر والتسمم بالرصاص والفشل الكلوي وفقر الدم الإنحلالي والصدفية وزرع الأعضاء الصلبة. كما أن مؤشر كتلة الجسم إذا كان مساوياً أو أكبر من 35 زاد احتمال إصابة الذكور بالنِقْرس بثلاثة أضعاف. ويُعد التعرض المستديم للرصاص والكحول الملوّث بالرصاص من العوامل المساعدة على الإصابة بالنِقْرس، وذلك لتأثير الرصاص الضار على وظيفة الكلية. وغالباً ما تقترن متلازمة لش-نيهان بالتهاب المفاصل النقرسي.

### الأدوية
يرتبط تناول الأدوية المدرة للبول بالتعرض لهجمات النِقْرس. ولكن الجرعة الضئيلة من هيدروكلورثيازيد لا تبدو أنها ترفع خطر التعرض للإصابة. تشمل الأدوية الأخرى المرتبطة بظهور المرض، النياسين والأسبرين (حمض أستيل ساليسيليك). كما ترتبط بعض الأدوية الكابتة للمناعة مثل سيكلوسبورين وتاكروليموس بالإصابة بالنِقْرس، ولا سيما إذا ما استخدم أولهما مع هيدروكلوروثيازيد.

## الفيزيولوجيا المرضية
يمثل النِقْرس خللا في أيض البورين، ويحدث عندما يتبلور المستقلب النهائي من حمض البول على شكل يورات أحادية الصوديوم تترسب في المفاصل والأوتار والأنسجة المحيطة. تعمل هذه البلورات لاحقاً على إثارة تفاعل التهابي مفعّل مناعياً مع أحد البروتينات الرئيسية في المتعاقبة الالتهابية وهو انترلوكين 1β. الفقدان التدريجي لإنزيم اليوريكاز، الذي يعمل على تفكيك حمض البول في الإنسان والرئيسيات العليا، يجعل هذه الحالة شائعة الحدوث.
أما عن مثيرات ترسيب حمض البول فغير مفهومة عموماً. رغم إمكانية حدوث التبلور عند مستويات طبيعية، إلا أنه أكثر حدوثاً مع ارتفاع معدلاته. وتعد الحرارة المنخفضة والتغير السريع في مستويات حمض البول والحماض والتميه المفصلي وبروتينات نسيج خارج الخلية، مثل البروتيوغليكان والكولاجينات وسلفات الكوندرويتين من العوامل الأخرى التي يُعتقد أن لها أثراً كبيراً في إثارة هجمة حادة من التهاب المفاصل. ويقدم الترسيب عند درجات حرارة منخفضة تفسيراً جزئياً عن سبب كون مفاصل القدم هي الأكثر تعرضاً للإصابة.
يمكن أن تحدث التغيرات السريعة في مستويات حمض البول نتيجةً لعدد من العوامل، تشمل التعرض لإصابة رضية أو الخضوع لعملية جراحية أو العلاج الكيميائي، أو تناول الأدوية المدرة للبول أو التوقف عن تناول الألوبيورينول أو بدء تناوله. وتُعد محصرات قنوات الكالسيوم واللوسارتان من أقل الأدوية تسبباً في حدوث الإصابة بالنِقْرس مقارنةً بالأدوية الأخرى التي تعالج ارتفاع ضغط الدم.

## التشخيص

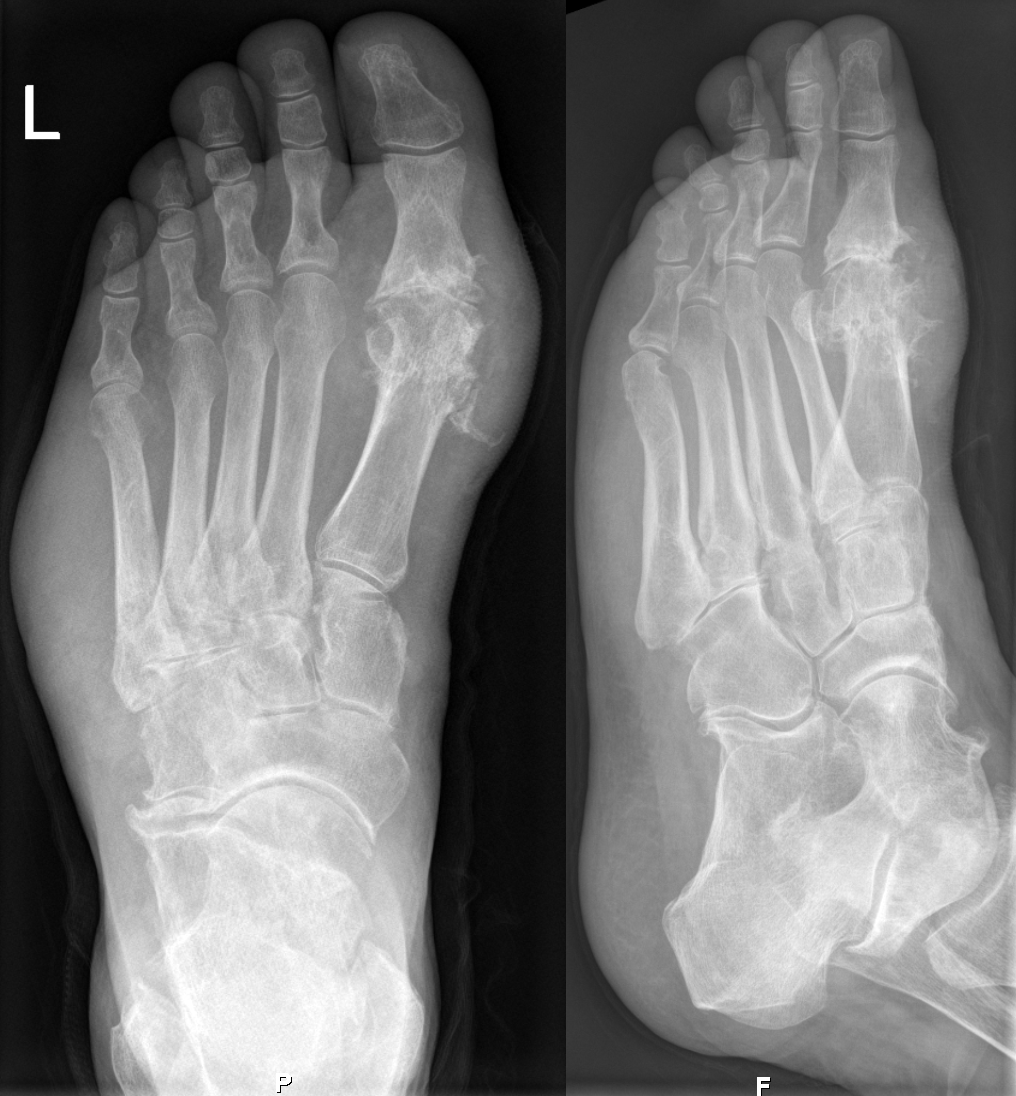
تصوير بالأشعة السينية للقدم اليسرى، يوضح أعراض النقرس في إبهام القدم

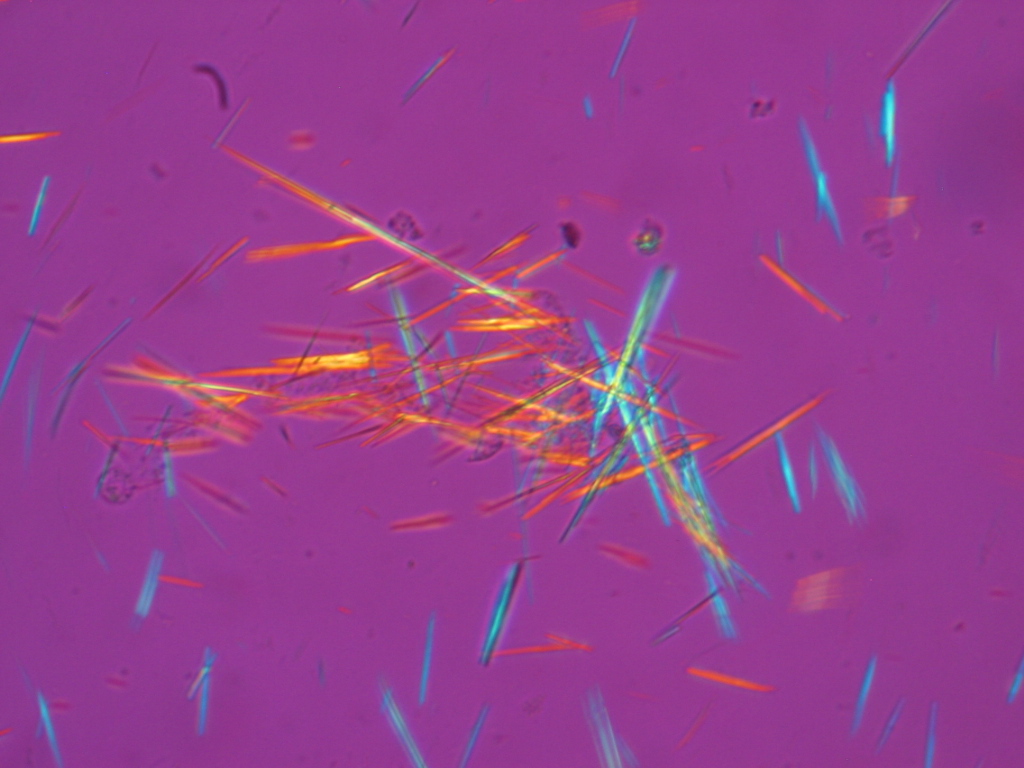
قطع بلورات حمض اليوريك في السائل الزلالي تظهر تحت المجهر بعد استخدام ضوء مستقطب. إن تكوين بلورات حمض اليوريك في المفاصل مرتبط بالنقرس.

يمكن تشخيص وعلاج النِقْرس بدون الحاجة لمزيد من الفحوصات إذا كان المريض مصاب بفرط حمض البول في الدم ونِقْرس إبهام القدم. وينبغي إجراء تحليل السائل الزلالي إذا لم يكن التشخيص مؤكداً. ورغم الفائدة العائدة من استخدام الأشعة السينية للتعرف على الإصابة المزمنة بالنِقْرس، إلا أنها قليلة النفع في الإصابات الحادة.

### السائل الزلالي
يعتمد التشخيص النهائي لمرض النِقْرس على إثبات وجود بلورات اليورات أحادية الصوديوم في السائل الزلالي أو وجود التوف. وينبغي فحص عينات السائل الزليلي التي تم الحصول عليها من المفاصل الملتهبة التي لم يتم تشخيص حالتها بعد، وذلك للتأكد من وجود هذه البلورات. تتصف هذه البلورات بأشكال شبيهة بالأبر تحت عدسة مجهر الضوء المستقطب وهي ذات انكسار مزدوج سلبي قوي. يصعب إجراء هذا الفحص، ويتطلب الأمر مشرفاً حاصلاً على تدريب جيد. كما يجب فحص السائل دون تأخير بعد الشفط، حيث تؤثر درجة الحرارة ودرجة الحموضة على قابلية البلورات على الذوبان.

### فحوصات الدم
فرط حمض البول في الدم هو أحد الخصائص التقليدية للنِقْرس، وإن كانت الإصابة بالنِقْرس تحدث بدون فرط حمض البول في الدم في ما يقرب من نصف الحالات، كما أن معظم الأشخاص الذين يعانون من ارتفاع مستويات حمض البول لا يصابون بالنِقْرس على الإطلاق. تتصف أدوات التشخيص المساعدة بالمحدودية فيما يتعلق بقياس مستوى البول. وتعتبر الحالة حالة فرط حمض البول في الدم إذا كان مستوى يورات البلازما أكثر من 420 ميكرومول/ لتر (7.0 ملغم/ ديسيلتر) لدى الذكور، و360 ميكرومول/ لتر (6.0 ملغم/ ديسيلتر) لدى الإناث. ومن فحوصات الدم الأخرى الشائع إجراؤها عدد خلايا الدم البيضاء والكهرليات ووظيفة الكلية وسرعة ترسب الدم. ومع ذلك يمكن أن ترتفع عدد كرات الدم البيضاء أو معدل الترسيب نتيجةً للإصابة بالنِقْرس في حالة عدم وجود عدوى. وقد تم تسجيل وصول عدد كرات الدم البيضاء إلى 40.0×109/لتر (40,000/مم3).

### التشخيص التفريقي
أهم تشخيص تفريقي للنِقْرس هو التهاب المفاصل الإنتاني. وهو التشخيص الواجب أخذه بالاعتبار لدى الأشخاص الذين تظهر لديهم علامات الإصابة بالعدوى أو الذين لا تتحسن حالاتهم بالعلاج. وللمساعدة على الوصول إلى تشخيص يمكن إجراء فحص صبغة غرام للسائل الزليلي وعمل استنبات بكتيري. من ضمن الحالات الأخرى التي تبدو مشابهة هي النقرس الكاذب والتهاب المفاصل الروماتويدي. إذا لم تكن مواضع التُوَف النقرسية في المفاصل فقد يحتمل تشخيصها خطأ على أنها سرطانة الخلايا القاعدية، أو نوعاً آخر من الأورام.

## غذاء المصاب بالنقرس المزمن
يـُنصح بتناول غذاء فقير في البورينات فإن تناول اطعمة فقيرة بالبيورين تخفض من مستوى حمض البول في الدم.
محتوى الأغذية من البورينات وحمض البوليك:
- تركيز عال لحمض البوليك (فوق 200 مليجرام/100 جرام): بعض الأسماك النهرية، والهيرينغ، والسردين، والتونة، والدجاج المشوي، الكبد، الكلى، وشحم العجول، وبهريز اللحم، والخميرة.[35]
- تركيزات متوسطة لحمض البول (بين 80–150 مليجرام/100 جرام): اسماك القرموط، واللحم الخالي من الدهن (أبقار، عجول، دجاج), والبقوليات والفول السوداني[36]
- سكر ال فركتوز، وهو يوجد بكثرة كإضافات لبعض منتجات الألبان، فهو يعمل على زيادة تركيز حمض البول في الجسم.[37]
- بالنسبة للمشروبا ت فهو موجود في البيرة (بين 10–23 مليجرام/100 جرام) وفي الكوكاكولا (10 مليجرام/100 جرام) حيث يكثر فيها البيورينات.[38] كما أن البيرة تحتوي على كحول وهو ضار للصحة.
- خالية أو تحتوي على القليل من حمض البول (بين 0–50 مليجرام/100 جرام): الحليب، والزبادي، والبيض، والقرع، والكوسة، والفلفل الرومي، والبطاطس والتفاح، والخبر المحتوي على الردة، والخبز، والجبن .[39]
- وما يوجد في القهوة، والشاي والكاكاو من بيورين فهي لا تتحول في الجسم إلى حمض البول ; فتلك المشروبات ليست مضرة بالنسبة للنقرس.

## الوقاية
يعمل كل من تغيير نمط الحياة والأدوية على خفض مستويات حمض البول. تتضمن الخيارات الفعالة من النظم الغذائية وأنماط الحياة، تقليل تناول اللحوم المدهنة والأحشاء الداخلية وبعض الأطعمة البحرية، وتناول كميات مناسبة من فيتامين ج، والحد من شرب الكحوليات ومن تناول الفركتوز (يوجد في كثير من المشروبات السكرية كالكوكاكولا، والفانتا وسيفين أب، والبيبسي كولا، وغيرها)، وتجنب السمنة وزيادة الوزن. يساهم اتباع النظام الغذائي منخفض السعرات الحرارية لدى الذكور الذين يعانون من السمنة على خفض مستويات حمض البول بمقدار 100 ميكرومول/لتر (1.7 ملغم/ديسيلتر). كما يعمل تناول فيتامين ج بمقدار 1,500 ملغم يومياً على خفض احتمال الإصابة بالنِقْرس بنسة 45%. يرتبط تناول القهوة، والشاي، بالإصابة بالنِقْرس.
كما يمكن أن يحدث النِقْرس نتيجة ثانوية لانقطاع النفس النومي وذلك عن طريق انطلاق البورين من الخلايا المفتقرة للأكسجين. ويمكن لعلاج انقطاع النفس النومي أن يقلل من حدوث نوبات النِقْرس.

## العلاج
إن الهدف الرئيسي للعلاج هو تهدئة أعراض النوبات الحادة. يمكن الوقاية من النوبات المتكررة بواسطة العديد من العقاقير التي تستخدم لخفض مستويات حمض البول المصلي. كما أن استخدام كمادات الثلج لمدة 20 إلى 30 دقيقة عدة مرات يومياً يعمل على تخفيف الألم. تتضمن الخيارات العلاجية للنوبات الحادة العقاقير غير الستيرويدية المضادة للالتهابات (NSAIDs) والكولشيسين والستيرويدات، في حين تشمل الخيارات العلاجية الوقائية الألوبيورينول والفيبوكسوستات والبروبينسيد. يمكن بخفض مستويات حمض البول أن يشفي المرض. كما يُعد علاج الأمراض المصاحبة أمراً هاماً أيضاً.

### العقاقير غير الستيرويدية المضادة للالتهابات
تُعد العقاقير غير الستيرويدية المضادة للالتهابات الاختيار الأول المعتاد لعلاج النِقْرس، وليس هناك عامل معين أكثر أو أقل فاعلية من غيره. يمكن ملاحظة التحسن خلال أربع ساعات، ويُنصح باستمرار العلاج لمدة أسبوع أو أسبوعين. رغم هذا لا يوصى باستخدام هذه العقاقير لعلاج المرضى الذين يعانون من مشاكل صحية معينة، مثل النزف المعدي المعوي أو الفشل الكلوي أو قصور القلب. ومع أن الإندوميتاسين يُعد الأكثر اسـتعمالاً تاريخياً من بين العقاقير غير الستيرويدية المضادة للالتهابات، إلا أنه يمكن تفضيل بدائل مثل الإيبوبروفين نظراً لأن آثارها الجانبية أفضل دون فاعلية أكبر. يمكن إضافة مثبط مضخة البروتون للأشخاص المعرضين للإصابة بآثار جانبية معدية نتيجة تناول العقاقير غير الستيرويدية المضادة للالتهابات.

### الكولشيسين
يُعد الكولشيسين العلاج البديل للمرضى الذين لا يتحملون العقاقير غير الستيرويدية المضادة للالتهابات. إلا أن الآثار الجانبية (اضرابات الجهاز الهضمي بشكل أساسي) تحدّ من استخدامه. ومع هذا فإن اضطرابات الجهاز الهضمي تعتمد على الجرعة، ويمكن تجنبها عن طريق تناول جرعات فعالة أصغر. يمكن للكولشيسين أن يتفاعل مع غيره من العقاقير الشائعة الاستخدام، ومن ضمنها الأتورفاستاتين والإريثروميسين.

### السترويدات
وجد أن السترويدات القشرية السكرية ذات فاعلية مماثلة للعقاقير غير الستيرويدية المضادة للالتهابات ويمكن استخدامها في حالة وجود موانع لاستعمال العقاقير غير الستيرويدية المضادة للالتهابات. كما أنها تؤدي إلى تحسن الحالة، ولكن يجب استبعاد الحقن داخل المفصل؛ في حالات الإصابة بعدوى المفاصل حيث تفاقم الستيرويدات من الحالة.

### البغلوتيكاز
تمت الموافقة على عقار البغلوتيكاز لمعالجة النِقْرس في الولايات المتحدة عام 2010. ويمثل خياراً لنسبة 3% من المرضى، الذين لا يتحملون الأدوية الأخرى. يتم إعطاء البغلوتيكاز عن طريق التسريب الوريدي كل أسبوعين، وقد وجد أنه يعمل على خفض مستويات حمض البول لدى هذه الفئة من المرضى.

### الوقاية من المرض
هناك العديد من الأدوية المفيدة للوقاية من نوبات أخرى من النِقْرس، وتشمل مثبطات أكسيداز الزانتين (التي تتضمن بدورها الألوبيورينول والفيبوكسوستات) ومحفزات بيلة حمض اليوريك (منها البروبينسيد والسولفينبيرازون). عادةً لا يبدأ المريض في تناول هذه العقاقير إلا بعد مرور أسبوع أو أسبوعين على الإصابة بنوبة حادة، نظراً لمخاوف نظرية من تفاقم النوبة، كما يتم تناولها غالباً مع العقاقير غير السترويدية المضادة للالتهابات أو الكولشيسين خلال الأشهر الثلاثة أو الستة الأولى. ولا يوصى باستعمالها قبل أن يكون المريض قد تعرض لنوبتين من الإصابة بالنِقْرس، إلا في حالة وجود تغيرات ضارة بالمفصل أو وجود تُوَف أو اعتلال الكلية اليوراتي، وذلك لأن هذه الأدوية لم تثبت جدواها الاقتصادية حتى هذه المرحلة. ينبغي زيادة تدابير خفض اليورات باستمرار إلى أن تصبح مستويات حمض البول المصلي أقل من 300–360 ميكرومول/لتر (5.0-6.0 ملغم/ديسيلتر). ويُنصح بعدم الاستمرار بتناولها، إذا تزامن استعمالها مع حدوث النوبة. إذا لم تنخفض المستويات عن 6.0 ملغم/ديسيلتر وكانت هناك معاودة للنوبات، يعد هذا فشلا للعلاج أو حالة من النقرس المستعصي. وبشكل عام يبدو أن البروبينيسيد أقل فاعلية من الألوبيورينول.
تفضل أدوية محفزات بيلة حمض اليوريك عادةً عندما يتم اكتشاف نقص إفراغ حمض البول، وهذا إذا ما أظهر تجميع نتائج فحوصات البول لمدة 24 ساعة كمية من حمض البول أقل من 800 ملغم. وإن كان يوصى بعدم تناول هذه الأدوية إذا كان للشخص سجل مرضي من حصوات الكلى. إذا زاد إفراز حمض البول خلال مدة 24 ساعة عن 800 ملغ، وهو ما يشير إلى فرط الإفراز، فيُفضل استعمال مثبطات أكسيداز الزانتين.
تعمل مثبطات أكسيداز الزانتين (بما في ذلك الألوبيورينول والفيبوكسوستات) على منع إفراز حمض البول، ويُعد العلاج بواستطها لمدة طويلة آمناً ويمكن للمرضى تحمله، كما يمكن استعماله من قِبل الأشخاص الذين يعانون من القصور الكلوي أو الحصوات اليوراتية، ورغم هذا فقد تسبب الألوبيورينول في حدوث فرط حساسية لدى عدد قليل من الأشخاص. وفي مثل هذه الحالات يُنصح باستعمال فيبوكسوستات عقاراً بديلاً.

## الإنذار
إذا تركت نوبة النقرس الحادة دون علاج فإنها تتراجع عادة في غضون 5-7 أيام. ومع ذلك، فإن 60٪ من الأشخاص يصابون بنوبة ثانية في غضون عام واحد. المصابون بالنقرس أكثر عرضة لإمكانية الإصابة بارتفاع ضغط الدم ومرض السكري والمتلازمة الأيضية وأمراض القلب والشرايين والكلى وبالتالي فاحتمال وفاتهم أكبر. وهذا قد يكون راجعاً جزئياً إلى ارتباطه بمقاومة الانسولين والسمنة، ولكن بعضاً من أسباب زيادة الخطر تبدو دون أسباب مرتبطة.
كما أن نوبات النقرس الحادة إذا تركت دون معالجة فقد تتطور إلى مرض النقرس المزمن الذي يرافقه تدمير سطوح المفاصل وتشوه المفاصل والعقد (التوف) غير المؤلم. هذه العقد (التوف) تظهر لدى 30٪ من الذين يبقون دون علاج لمدة خمس سنوات، ويكون ظهورها غالباً في الحلز من الأذن، على نتوء الزج أو على وتر أخيل  ومن الممكن أن تشفى بتأثير العلاج المكثف. في كثير من الأحيان يصاب المرضى بحصى الكلى أيضاً المرافق للنقرس، وتؤثر على ما بين 10 و40٪ من المصابين، وتحدث نتيجة لانخفاض درجة حموضة البول المعززة لترسب حمض اليوريك ومن الممكن أن تحدث أشكال أخرى من الاضطرابات الوظيفية الكلوية المزمنة.

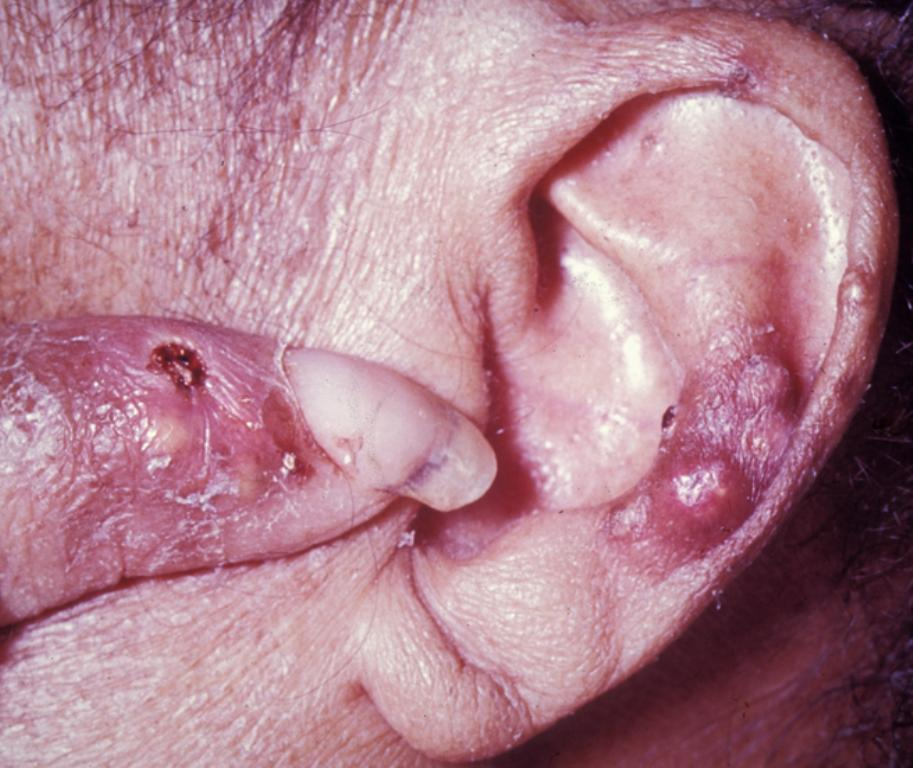
العقيدات على غضروف الأذن
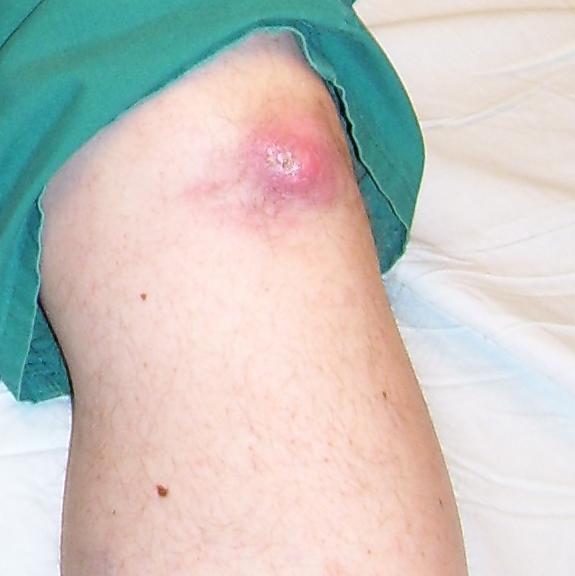
عقد في الركبة
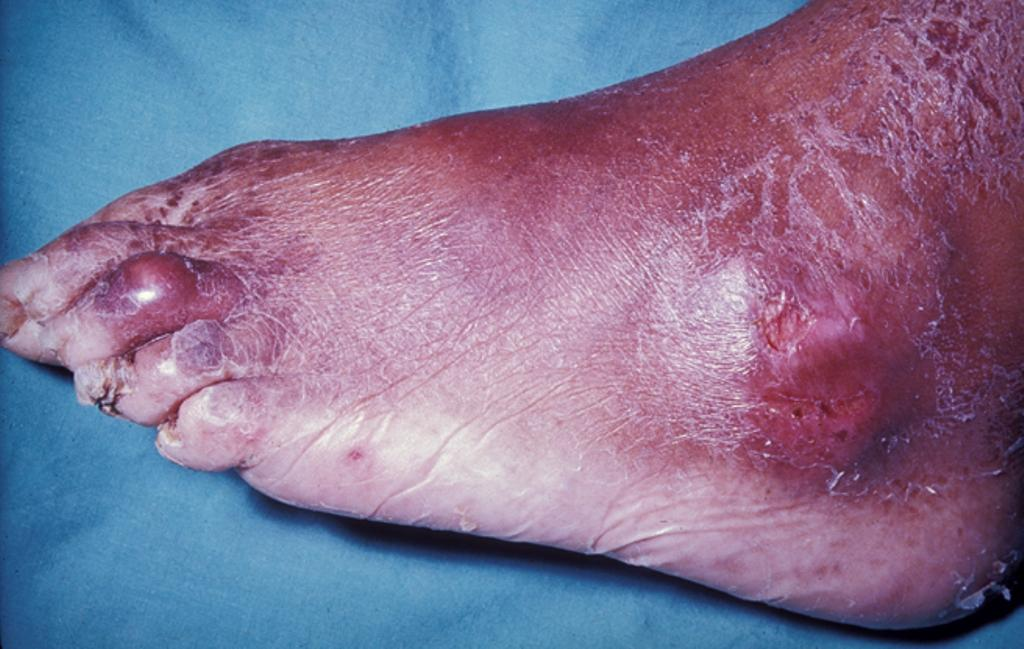
عقد في أخمص القدمين، وعلى الكعب الخارجي
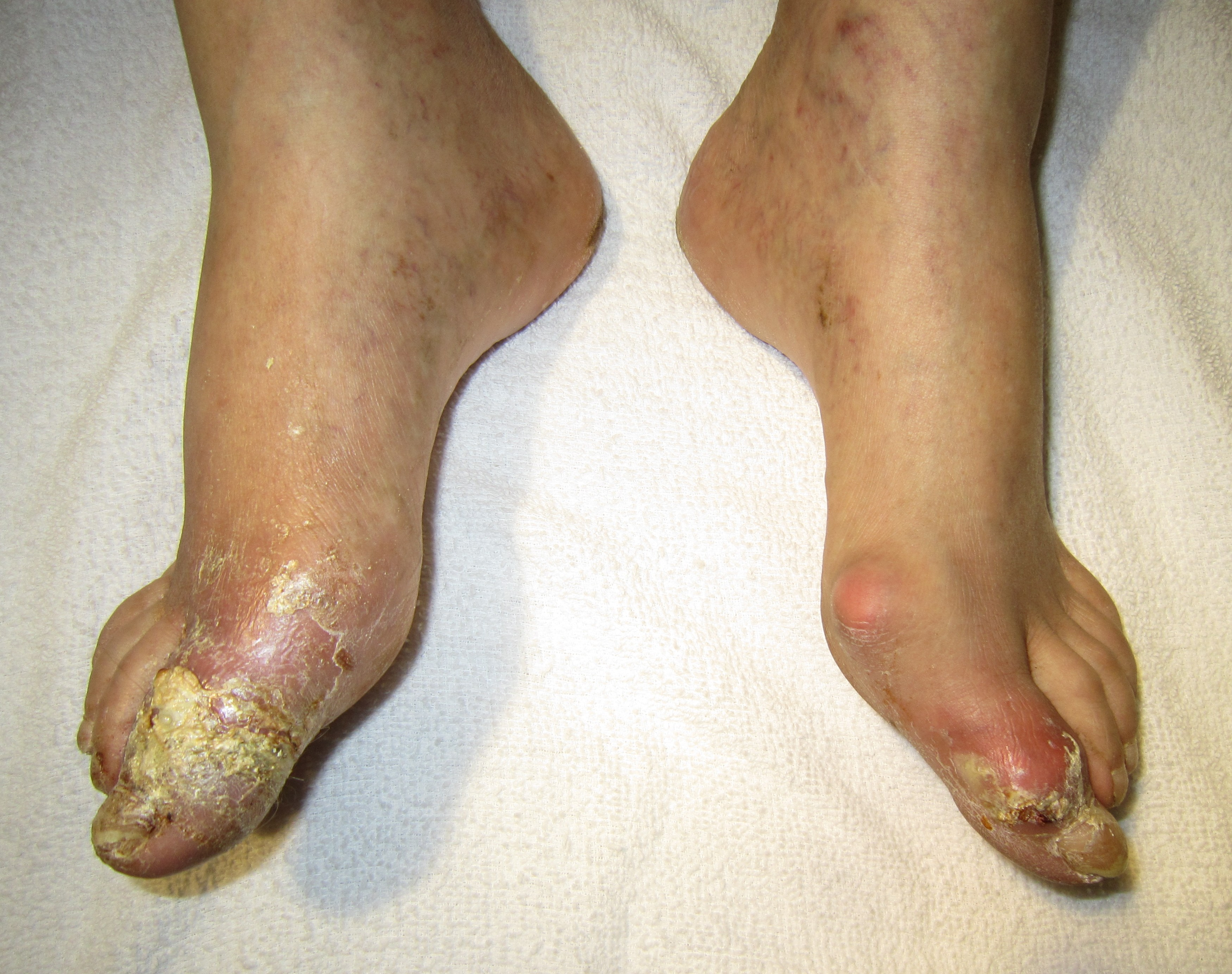
من اختلاطات النقرس بسبب تمزق للعقد(اختبارات ايجابية لبلورات حمض البول)

## الوبائيات
يصيب النقرس حوالي 1-2٪ من سكان الغرب في مرحلة ما من حياتهم، وهو آخذ بالانتشار. وقد تضاعفت معدلات النقرس تقريباً بين عامي 1990 و 2010. ويعتقد أن هذا الارتفاع يرجع إلى ارتفاع متوسط العمر المتوقع والتغيرات في النظام الغذائي وزيادة الأمراض المرتبطة بالنقرس مثل المتلازمة الأيضية وارتفاع ضغط الدم. وقد عثر على عدد من العوامل التي تؤثر على معدلات النقرس، بما في ذلك السن والعرق وموسم السنة. ويصل معدّل انتشار النقرس لدى الرجال فوق سن الثلاثين والنساء فوق سن الخمسين إلى 2٪.
في الولايات المتحدة، يبلغ احتمال إصابة الذكور من أصول إفريقية بالنقرس ضعف احتمال إصابة الأميركيين من أصول أوروبية. وترتفع معدلات الإصابة بين شعوب جزر المحيط الهادئ والماوري من نيوزيلندا، ولكنها نادرة الحدوث بين سكان أستراليا الأصليين رغم ارتفاع متوسط تركيز حمض اليوريك في المصل لديهم. والنقرس شائع في الصين وبولينيزيا والمناطق الحضرية الأفريقية الواقعة جنوب الصحراء الكبرى. وقد وجدت بعض الدراسات أن نوبات النقرس تحدث أكثر تكراراً في فصل الربيع. وقد يعزى ذلك إلى التغيرات الموسمية في النظام الغذائي واستهلاك الكحول والنشاط البدني ودرجة الحرارة.

## التاريخ

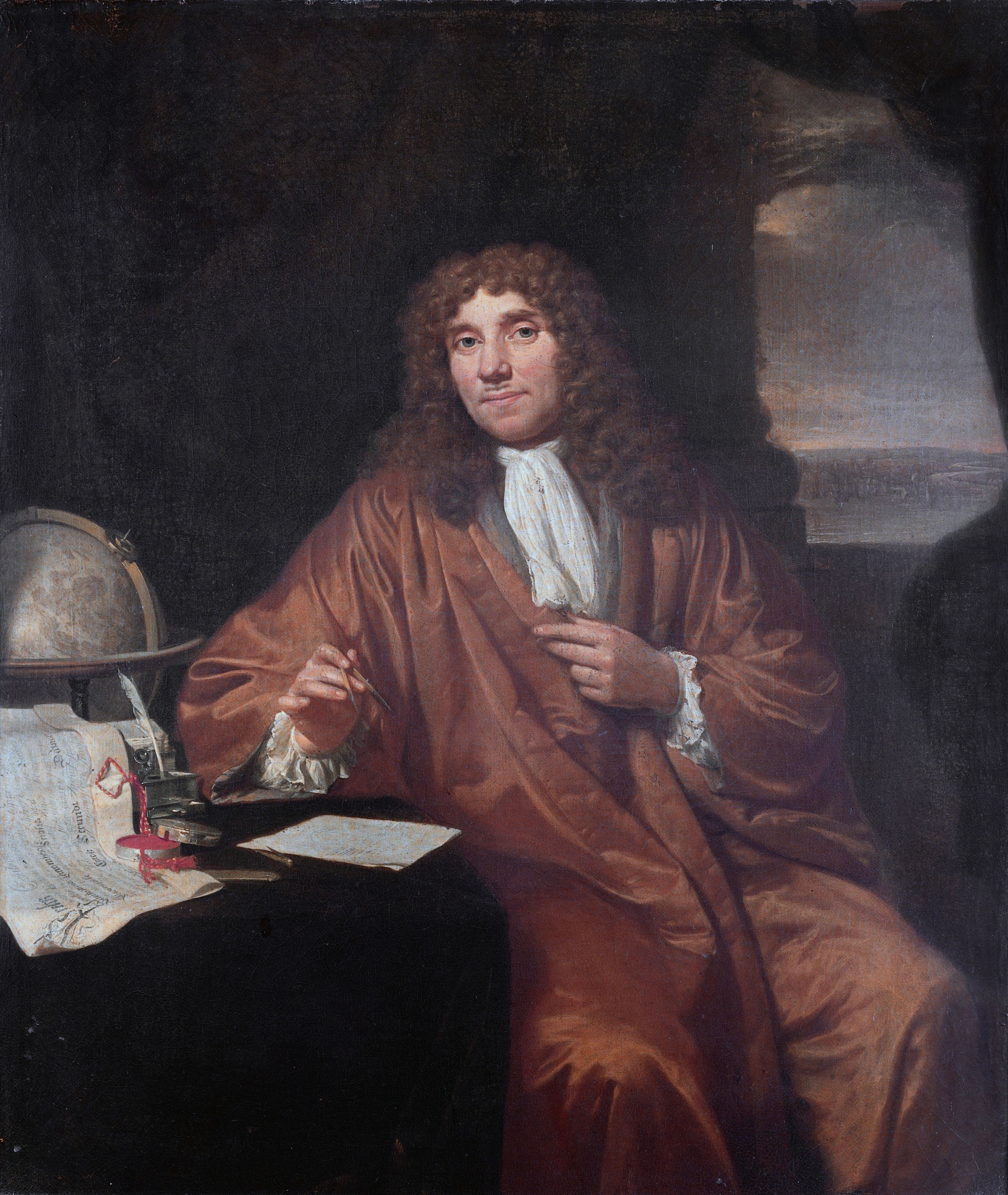
أنطوني فان ليفينهوك وصف بلورات حمض اليوريك مجهرياً عام 1679.

في اللغة الإنكليزية، استخدمت كلمة "Gout" في البداية من قبل رانددولفوس من بوكنغ في حدود عام 1200 م. وهي مستمدة من كلمة gutta اللاتينية، وتعني "قطرة" (من السائل). ووفقاً لقاموس أوكسفورد بالإنكليزية، فهذا المصطلح مشتق من مذهب الأخلاط وتدل تقطير مادة ممرضة من الدم في المفاصل وحولها".
ومع ذلك، فقد كان النقرس معروفاً منذ العصور القديمة. فتاريخياً، كان يشار إليه باسم ملك الأمراض ومرض الملوك أو مرض الرجل الغني. وكانت أول حالة موثقة من المرض في مصر في 2600 قبل الميلاد في وصف لالتهاب مفصل إصبع القدم الكبير. وقد علق الطبيب أبقراط الإغريقي حوالي عام 400 قبل الميلاد على ذلك في كتاب القول المأثور (باللاتينية: Aphorisms)، مشيراً إلى عدم وجوده لدى الخصيان والنساء قبل انقطاع الطمث. وقدم آولوس كورنيليوس سلزوس (30م) وصفا لعلاقة النقرس بالكحول، بدؤه المتأخر لدى النساء، وأمراض الكلية المرتبطة بها:
| نقرس | بول كثيف مرة أخرى، يحتوي على رواسب بيضاء، مما يشير إلى أن الألم والمرض موجودان في منطقة المفاصل أو الأحشاء ... مشاكل مفاصل اليدين والقدمين متكررة جداً ومستمرة، مثل تلك التي تحدث في حالات نقرس اليد ونقرس إصبع القدم. وهذه نادراً ما تصيب الخصيان أو الفتيان قبل البلوغ أو النساء ما عدا اللواتي توقف الحيض عندهن... وقد يكون لدى البعض مناعة مدى الحياة عن طريق الامتناع عن النبيذ والكحول والجماع. | نقرس |

في عام 1683 وصف الطبيب الإنجليزي توماس سيدنهام حدوث النقرس في الساعات الصباح الباكر وميله لإصابة الذكور الأكبر سناً:
| نقرس | مرضى النقرس هم على العموم إما رجال كبار السن أو رجال ممن استهلكوا أنفسهم في الشباب وسرعوا من تقدمهم بالسن باتباع العادات الماجنة بمعدلات أكثر شيوعاً والانغماس المفرط في العلاقات الجنسية والعواطف الجياشة. يذهب الضحية إلى الفراش وينام وهو في صحة جيدة، وحوالي 2:00 صباحاً يستيقظ بسبب آلام حادة في إصبع القدم الكبير وبدرجة أكثر ندرة في الكعب أو الكاحل أو مشط القدم. الألم يشبه ألم خلع المفصل، ومع ذلك تبقى أماكن الألم كما لو أن ماء بارداً قد سكب عليها، ثم يلي ذلك القشعريرة والارتعاش، ذ وحمى بسيطة... وينقضي الليل في عذاب وأرق، وتحريك مستمر للجزء المصاب، مع تقلب الجسم المتواصل واستمرار ألم المفصل والذي يزداد سوءً عندما تأتي النوبة. | نقرس |

كان العالم الهولندي أنطوني فان ليفينهوك هو أول من وصف المظهر المجهري لبلورات اليورات في عام 1679. وفي عام 1848، أدرك الطبيب الإنجليزي ألفريد بارينغ غارود أن هذا الفائض من حمض اليوريك في الدم هو سبب النقرس.

## في الحيوانات الأخرى
يعد النقرس مرضاً نادر الحدوث لدى معظم الحيوانات الأخرى بسبب قدرتها على إنتاج يوريكاز، الذي يفكك حمض اليوريك. أما البشر وسواهم من القردة العليا فليس لديها هذه القدرة، وبالتالي فإن الإصابة بالنقرس شائعة بينها. إلا أنه من المعتقد أن التيرانوصورس ريكس المعروف باسم «سو» قد عانى من مرض النقرس.

## بحوث
هناك عدد من الأدوية الجديدة قيد البحث لعلاج النقرس، بما في ذلك آناكينرا وكاناكينوماب وريلوناسيبت. ويتوفر كل من مأشوب وأنزيم يوريكاز (راسبوريكاز) ولكن استخدامها محدود، حيث أنها تطلق استجابة المناعة الذاتية. هناك أنواع قليلة أخرى من الأجسام المضادة وحيدة النسيلة قيد التطوير.

## اقرأ أيضا
- بيورين
- أيض البيورين

## وصلات خارجية
- نقرس على مشروع الدليل المفتوح